# Apataniana vardusia
Apataniana vardusia är en nattsländeart som beskrevs av Malicky 1992. Apataniana vardusia ingår i släktet Apataniana och familjen Apataniidae. Inga underarter finns listade i Catalogue of Life.